# Колеман, Мишель
Мише́ль Ко́леман (швед. Michelle Coleman; род. 31 октября 1993, Валлентула) — шведская пловчиха, серебряный призёр чемпионата мира. Чемпионка Европы, двукратная чемпионка мира на короткой воде в эстафетном плавании.

## Карьера
На чемпионате Европы на короткой воде 2013 выиграла 3 медали — одну серебряную и две бронзовых. В следующем году на чемпионате Европы на длинной воде завоевала 4 награды — одну золотую, две серебряных и бронзовую. На чемпионате мира 2015 года вместе с Енни Юханссон, Сарой Шёстрём и Луисой Ханссон выиграла серебряную медаль в комбинированной эстафете 4×100 метров.
Участница Олимпийских игр 2012, 2016, 2020, а также чемпионата мира 2017 года.